# E492 (Ecuador)
De E492 of Vía Colectora Guaranda-Chimborazo (Verzamelweg Babahoyo-Ambato) is een secundaire nationale weg in Ecuador. De weg loopt van Guaranda naar Riobamba en is 88 kilometer lang. 